# NGC 5673
NGC 5673 ist eine Balkenspiralgalaxie vom Hubble-Typ SBc im Sternbild Bärenhüter und etwa 99 Millionen Lichtjahre von der Milchstraße entfernt.
Sie wurde am 15. Mai 1787 von Wilhelm Herschel mit einem 18,7-Zoll-Spiegelteleskop entdeckt, der sie dabei mit „pB, S, E“ beschrieb.